# Єлена Неліпчич
Єлена Неліпчич (або Неліпич; хорв. Jelena Nelipčić; †1422) — герцогиня Сплітська як дружина великого воєводи босанського і герцога Сплітського Хрвоє Вукчича Хрватинича, згодом босанська королева як третя дружина короля Степана Остої. Походить з хорватської шляхетської родини Неліпчичів із Далматинської загори.

## Життєпис
Єлена народилася у давній шляхетській родині Неліпчичів, володарів цетинської жупанії. Дочка князя Івана ІІ Неліпчича (1344–1379) та Маргарети зі сплітського роду Меріні. Сестра цетинського князя Іваниша Неліпчича. Точна дата і навіть рік народження невідомі, однак джерела свідчать, що на час смерті свого батька (між 1377 та 1379 роками) Єлена була ще дуже мала, оскільки вперше Маргарета Меріні згадується як дружина Івана ІІ тільки 1371 року.

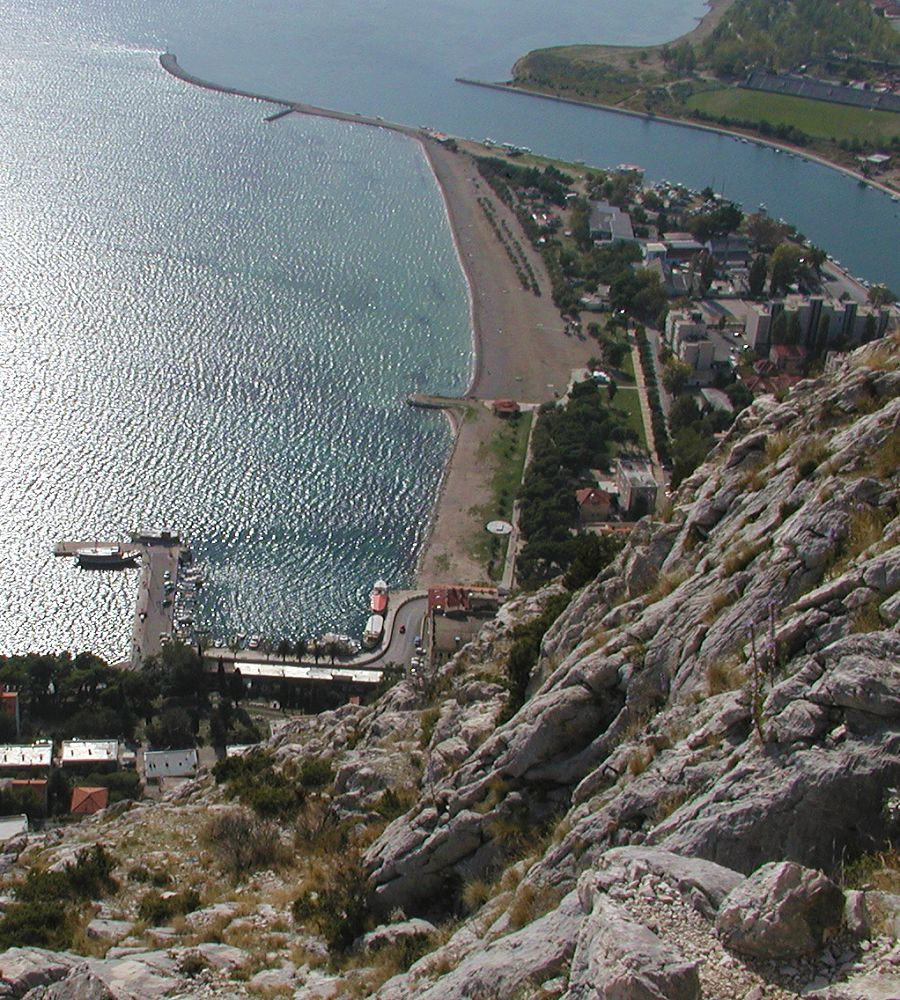
Гирло Цетини і частина міста Омиш.

Відомо, що Єлена 1401 року стала дружиною Хрвоє Вукчича Хрватинича. Шлюб з Єленою Неліпчич приніс Хрватиничу як посаг місто Омиш біля річки Цетини. Як герцогиня Сплітська Єлена грала важливу роль у керуванні чоловіковими володіннями, впливала на політику тогочасної Хорватії. З середньовічних джерел відомо, що Єлена часто позичала гроші сплітським дворянам, а навіть і своєму чоловікові — під відсотки. Чимало дубровницьких та сплітських документів згадують про фінансові операції Єлени Неліпчич та численні борги місцевих дворян перед нею.
1412 разом із Хрвоє Вукчичем Хрватиничем Єлена відвідала Буду, де брала участь в організації лицарського турніру. Про хорватську подружню пару навіть згадував польський хроніст Ян Длугош як про королівську родину — так його вразила розкіш, з якою жили в Буді Єлена і Хрвоє, що бували у товаристві найшляхетніших можновладців угорсько-хорватського королівства.
1416 року Хрвоє Вукчич Хрватинич помер, Єлена зосталася вдовою, але ненадовго, бо звикла до вищого світу пані того ж року вийшла заміж за босанського короля Степана Остою, який за кілька років до цього "відпустив" свою попередню дружину Куяву. З боку Остої шлюб мав на меті заволодіння залишками маєтностей Вукчича Хрватинича, але ще до того частину свого спадку Єлена встигла передати братові Іванишу, а щодо Омиша та боснійських володінь, то за законами королівства їх міг успадкувати тільки настарший родич-чоловік. Утім, вже 1418 року Єлена знову стала вдовою і оселилася в Дубровнику, де мала власний маєток, який вона дістала від першого чоловіка як плату за борги. Босанську корону захопив син Остої від другої дружини Степан Остоїч. Сама ж Куява не збиралася дати Єлені спокійно жити, тому за її наполяганням 1419 року Єлену ув'язнили, а через три роки у неволі вона померла.
Науковедь Дубравко Лавренович висинув гіпотезу, що Єлена Неліпчич могла бути матір'ю Балши Герцегович Косача, титулярного герцога Святого Сави.